# Сбега (станція)
Сбега (рос. Сбега) — станція Могочинського регіону Забайкальської залізниці Росії, розташована на дільниці Куенга — Бамівська між станціями Нанагри (відстань — 22 км) і Кендагіри (20 км). Відстань до ст. Куенга — 233 км, до ст. Бамівська — 516 км; до транзитного пункту Каримська — 465 км.